# Vasles
Vasles és un municipi francès situat al departament de Deux-Sèvres i a la regió de la Nova Aquitània. L'any 2007 tenia 1.667 habitants.

## Demografia

### Població
El 2007 la població de fet de Vasles era de 1.667 persones. Hi havia 707 famílies de les quals 218 eren unipersonals (105 homes vivint sols i 113 dones vivint soles), 267 parelles sense fills, 194 parelles amb fills i 28 famílies monoparentals amb fills.
La població ha evolucionat segons el següent gràfic:
Habitants censats

### Habitatges
El 2007 hi havia 918 habitatges, 709 eren l'habitatge principal de la família, 119 eren segones residències i 90 estaven desocupats. 893 eren cases i 15 eren apartaments. Dels 709 habitatges principals, 514 estaven ocupats pels seus propietaris, 170 estaven llogats i ocupats pels llogaters i 25 estaven cedits a títol gratuït; 9 tenien una cambra, 37 en tenien dues, 121 en tenien tres, 217 en tenien quatre i 325 en tenien cinc o més. 389 habitatges disposaven pel capbaix d'una plaça de pàrquing. A 349 habitatges hi havia un automòbil i a 278 n'hi havia dos o més.

### Piràmide de població
La piràmide de població per edats i sexe el 2009 era:
| Homes | Edats   | Dones |
| ----- | ------- | ----- |
| 0     | 95 o +  | 4     |
| 28    | 90 a 94 | 8     |
| 28    | 85 a 89 | 68    |
| 16    | 80 a 84 | 32    |
| 60    | 75 a 79 | 64    |
| 44    | 70 a 74 | 40    |
| 44    | 65 a 69 | 60    |
| 48    | 60 a 64 | 44    |
| 24    | 55 a 59 | 52    |
| 44    | 50 a 54 | 36    |
| 80    | 45 a 49 | 68    |
| 44    | 40 a 44 | 36    |
| 48    | 35 a 39 | 52    |
| 28    | 30 a 34 | 32    |
| 60    | 25 a 29 | 24    |
| 52    | 20 a 24 | 44    |
| 36    | 15 a 19 | 36    |
| 28    | 10 a 14 | 52    |
| 44    | 5 a 9   | 28    |
| 28    | 0 a 4   | 28    |

## Economia
El 2007 la població en edat de treballar era de 911 persones, 662 eren actives i 249 eren inactives. De les 662 persones actives 608 estaven ocupades (339 homes i 269 dones) i 53 estaven aturades (21 homes i 32 dones). De les 249 persones inactives 103 estaven jubilades, 63 estaven estudiant i 83 estaven classificades com a «altres inactius».

### Ingressos
El 2009 a Vasles hi havia 712 unitats fiscals que integraven 1.618,5 persones, la mediana anual d'ingressos fiscals per persona era de 14.368 €.

### Activitats econòmiques
Dels 67 establiments que hi havia el 2007, 1 era d'una empresa extractiva, 3 d'empreses alimentàries, 2 d'empreses de fabricació d'altres productes industrials, 13 d'empreses de construcció, 12 d'empreses de comerç i reparació d'automòbils, 2 d'empreses de transport, 5 d'empreses d'hostatgeria i restauració, 5 d'empreses financeres, 5 d'empreses immobiliàries, 9 d'empreses de serveis, 6 d'entitats de l'administració pública i 4 d'empreses classificades com a «altres activitats de serveis».
Dels 19 establiments de servei als particulars que hi havia el 2009, 1 era una oficina de correu, 1 una oficina bancària, 1 taller de reparació d'automòbils i de material agrícola, 4 paletes, 2 guixaires pintors, 2 fusteries, 4 lampisteries, 1 perruqueria i 3 restaurants.
Dels 6 establiments comercials que hi havia el 2009, 1 era una botiga de menys de 120 m², 2 fleques, 1 una carnisseria, 1 una botiga d'equipament de la llar i 1 una botiga de material esportiu.
L'any 2000 a Vasles hi havia 111 explotacions agrícoles que ocupaven un total de 6.622 hectàrees.

## Equipaments sanitaris i escolars
El 2009 hi havia 1 farmàcia i 1 ambulància.
El 2009 hi havia 1 escola elemental i 1 escola elemental integrada dins d'un grup escolar amb les comunes properes formant una escola dispersa.

## Poblacions més properes
El següent diagrama mostra les poblacions més properes.